# Lena Bergström

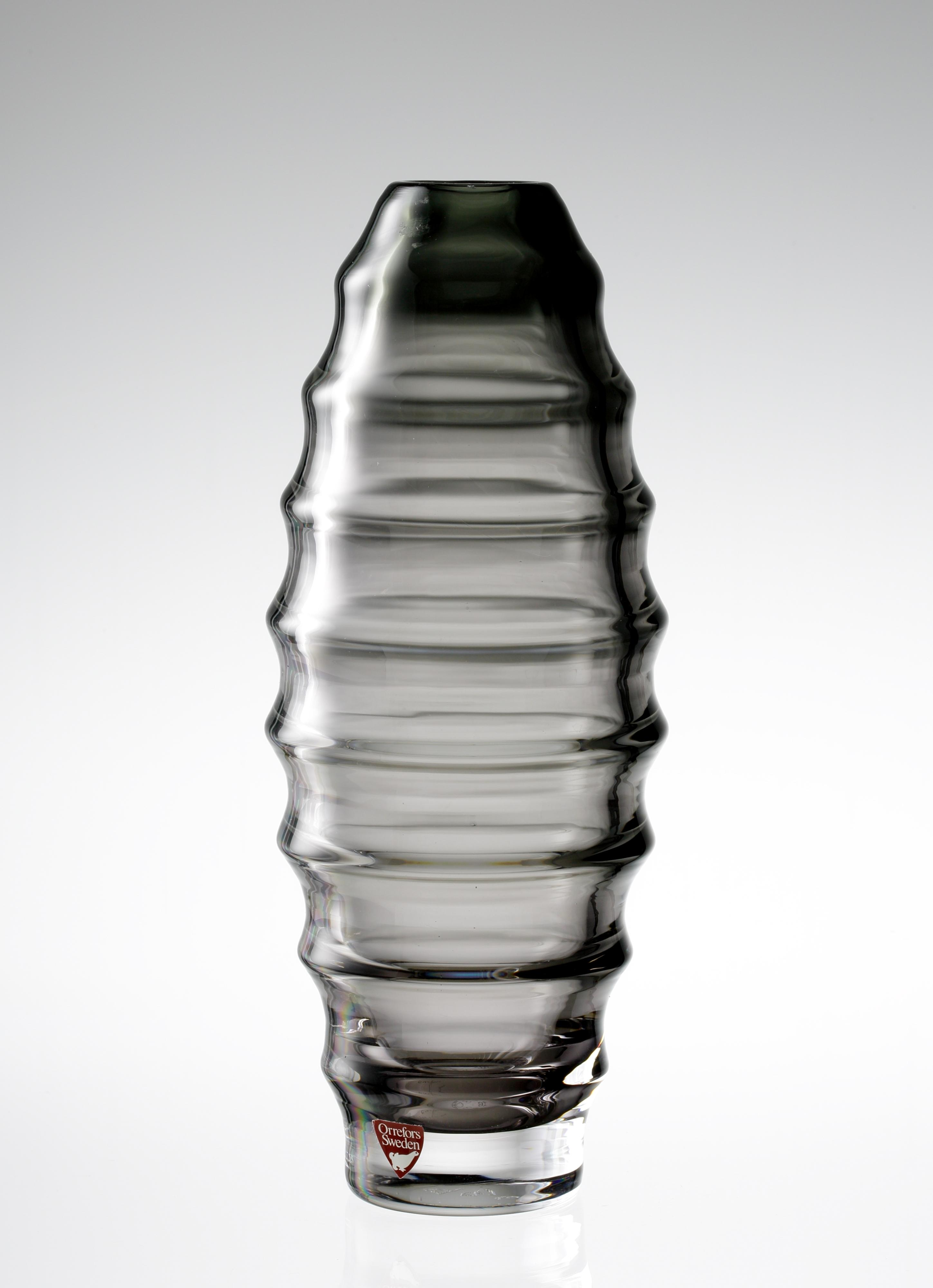
Glasvas Havanna formgiven av Lena Bergström 1996

Lena Bergström, född 1961, är en svensk textilformgivare och glaskonstnär.
Lena Bergström har skapat tygtryck och mattor till offentliga miljöer för Ljungbergs Textiltryck, Kasthall och Klässbols linneväveri. Från 1994 arbetade hon vid Orrefors glasbruk och skapade där bland annat vaserna Havanna, Droppen, Squeeze, Velvet, Slitz och Wa samt serviserna Obelix och Kampai (1997–1998). Bergström gjorde 2004 en omarbetning av Sven Palmqvists Fugaskålar, Pastillo.